# Basílica de San Miguel Arcángel (Pensacola)
La Basílica de San Miguel Arcángel  (en inglés: Basilica of St. Michael the Archangel) es un templo religioso católico en Pensacola, al noroeste de Florida, y al sur de los Estados Unidos. Se trata de la iglesia más antigua de Pensacola, y desde 2012 tiene el título de basílica menor.
Sus orígenes se remontan la los primeros asentamientos españoles de Pensacola en la Florida española en 1559. La parroquia de San Miguel fue establecida en 1781 tras la victoria española en la batalla de Pensacola. El actual edificio de la iglesia en estilo neogótico data de la reforma de 1886. En reconocimiento a su importancia histórica la iglesia fue elevada a una basílica en el año 2012 por su santidad el Papa Benedicto XVI.